# AR24
AR24, en référence à « Accuser Réception 24h/24 », est une entreprise française spécialisée dans l’envoi de lettres recommandées électroniques.

## Historique

### Contexte
L'émergence de l'usage numérique, entraine une évolution de la législation aboutissant à la création de nouveau service dématérialisé.
En 2014, un règlement de l'Union européenne sur l'identification électronique et les services de confiance pour les transactions électroniques au sein de l'Union européenne, acte l'electronic identification and trust services (eIDAS).
La loi pour une République numérique de 2016 transpose et complète la législation française. Celle-ci aboutit à la création et la reconnaissance de la lettre recommandée électronique (LRE).

### Fondation
La société AR24 est fondée début 2015 par Guillaume de Malzac et Clément Schneider,. L'entreprise est présente à Paris et dispose d'un centre de recherche et développement à Strasbourg.
La start-up, AR24 s'implémente sur le marché des professionnels (notaires, avocats, immobiliers, syndics de copropriété, etc.), grand consommateur quotidien de lettres recommandées dans le cadre de leur activité professionnelle.
L’entreprise devient en 2018, le premier « prestataire de service de confiance » qualifié par l'Agence nationale de la sécurité des systèmes d'information (ANSSI),, en obtenant la qualification eIDAS de la Commission Européenne,. AR24 est la première entreprise en France à proposer un service de lettres recommandées électroniques, dématérialisé, reconnu par la réglementation européenne, l’article L100 du Code des postes et des communications électroniques, et son décret d’application n°2018-347 du 9 mai 2018.

### Rachat par le groupe La Poste
En juillet 2020, AR24 est rachetée par Docaposte, filiale numérique de La Poste,. En 2020, pour faire face à la pandémie de Covid-19, La Poste et AR24 lancent un parcours 100% numérique de création de l’Identité numérique de La Poste.
En 2021, AR24 annonce la possibilité d'accuser réception de ses recommandés électroniques avec l'identité numérique de La Poste, un des fournisseurs d'identité proposé au travers de FranceConnect.
Au premier trimestre 2022, AR24 intègre le coffre-fort numérique Digiposte, un service numérique de La Poste qui s’inscrit dans le mouvement de transformation numérique et de dématérialisation des documents et des flux, amorcé depuis plusieurs années.[réf. nécessaire]

## Spécificité juridique
Une lettre recommandée électronique peut être acheminée uniquement par un prestataire de services de confiance qualifié et bénéficie d'une présomption de fiabilité : elle est à valeur probante. Il est possible de retrouver tous les prestataires qualifiés dans la liste de confiance européenne. Les prestataires de LRE dont AR24 fait partie, y sont référencés sous le sigle QeRDS pour « Qualified electronic registered delivery service ». La présence d'AR24 sur cette liste signifie que la lettre recommandée électronique (LRE) que propose l'entreprise est « qualifiée eIDAS » et donc considérée comme l’équivalent absolu de la lettre recommandée avec accusé de réception (LRAR) acheminée par voie postale.

## Identité visuelle

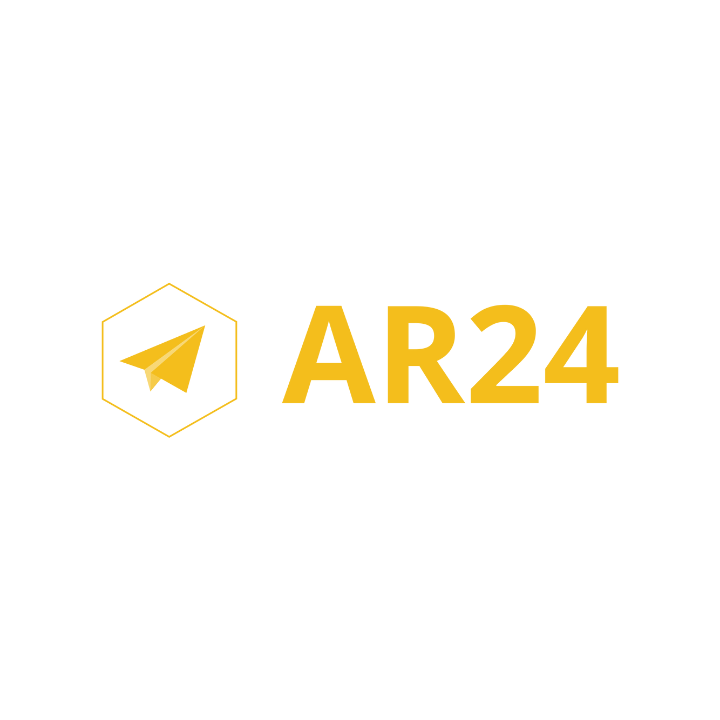
Logo d'AR24 de 2015 à 2020.
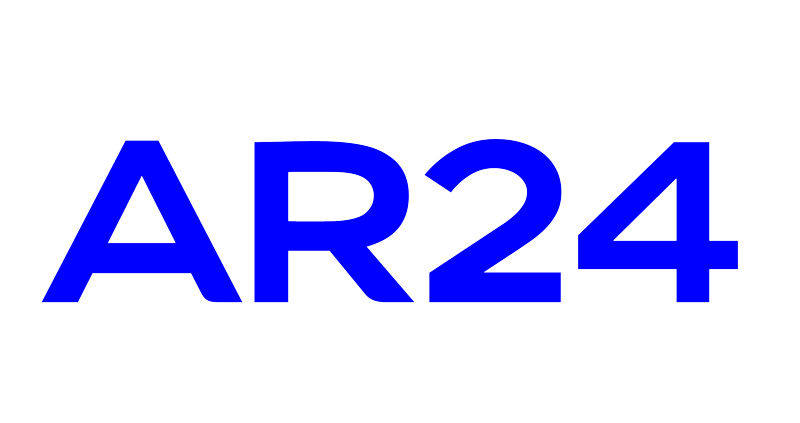
Logo actuel d'AR24 depuis 2021.